# Hard West
Hard West est un jeu vidéo de tactique au tour par tour développé par CreativeForge Games et édité par Gambitious Digital Entertainment, sorti en 2015 sur Windows, Mac et Linux. Il a pour suite Hard West 2.

## Accueil
- GameSpot : 7/10[1]